# Patrula timpului
Patrula timpului (1983) (titlu original Time Patrolman) este o antologie science fiction care cuprinde două povestiri scrise de Poul Anderson în cadrul seriei Patrula timpului.

## Conținut
- Fildeș, maimuțe și păuni (Ivory, and Apes, and Peacocks)
- Tristețea lui Odin al Goților (The Sorrow of Odin the Goth)

### Fildeș, maimuțe și păuni
Aceasta este a șasea povestire din seria Patrula timpului. Spre deosebire de primele cinci povestiri (cu excepția "Cascadelor din Gibraltar"), care au apărut mai întâi în diferite reviste înainte de a fi adunate în antologia Păzitorii timpului, aceasta a apărut direct în volumul publicat de editura Tor în 1983.
Acțiunea se petrece în Tir pe vremea regelui Hiram, care a domnit în perioada 980-947 î.e.n. Agenții patrulei timpului sunt un cuplu israelian care vrea să îl ajute pe vechiul tiran.

### Tristețea lui Odin al Goților
Aceasta este a șaptea povestire din seria Patrula timpului și, asemenea precedentei, a apărut direct în volumul publicat în 1983 la editura Tor.
Acțiunea relatează povestea lui Odin și a Ragnarök-ului dintr-o perspectivă SF. Un antropolog american călătorește în timp pentru a studia un trib got și cultura lui, vizitându-l din zece în zece ani. În timp, goții încep să îl identifice pe călătorul temporal cu zeul Odin, iar acesta se atașează de ei și e pus în fața unei alegeri dureroase.